# Summit Tarn Haystacks
Der Summit Tarn Haystacks ist ein See im Lake District, Cumbria, England.
Der See liegt südlich des Gipfels des Haystacks und nördlich des Innominate Tarn. Der See hat keinen erkennbaren Zu- oder Abfluss.